# Ayacucho (partido)
Ayacucho (Partido de Ayacucho) is een partido in de Argentijnse provincie Buenos Aires. Het bestuurlijke gebied telt 19.669 inwoners. Tussen 1991 en 2001 steeg het inwoneraantal met 0,18 %.

## Plaatsen in partido Ayacucho
- Ayacucho
- Cangallo
- Fair
- La Constancia
- Langueyú
- Solanet
- Udaquiola